# Синьківська сільська рада (Радехівський район)
| Синьківська сільська рада — колишній орган місцевого самоврядування у Радехівському районі Львівської області з адміністративним центром у с. Синьків. Історична дата утворення: в 1939 році. Водоймища на території, підпорядкованій даній раді: річка Судилівка. Сільській раді підпорядковані населені пункти: - с. Синьків |

## Склад ради
Рада складається з 15 депутатів та голови.

### Керівний склад ради
| ПІБ                        | Основні відомості                                                 | Дата обрання | Дата звільнення |
| -------------------------- | ----------------------------------------------------------------- | ------------ | --------------- |
| Фуярчук Михайло Васильович | Сільський голова, 1961 року народження, освіта                    | 26.03.2006   | 31.10.2010      |
| Фуярчук Михайло Васильвич  | Сільський голова, 1961 року народження, освіта вища, безпартійний | 31.10.2010   |                 |

Примітка: таблиця складена за даними джерела